# Jiahu
Jiahu (Chino: 賈湖; pinyin: Jiǎhú) fue el sitio de un asentamiento neolítico basado en la llanura central de la antigua China, cerca del río Amarillo. Se encuentra entre las llanuras aluviales del río Ni al norte y el río Sha al sur, 22 kilómetros (13,7 mi) al norte de la moderna ciudad de Wuyang, provincia de Henan. La mayoría de los arqueólogos consideran que el sitio es uno de los primeros ejemplos de la cultura Peiligang. Establecido alrededor del 7000 a. C., el sitio fue luego inundado y abandonado alrededor del 5700 a. C. El asentamiento estaba rodeado por un foso y cubría un área relativamente grande de 55.000 metros cuadrados (5,5 hectáreas). En un momento dado, fue "una sociedad neolítica china compleja y altamente organizada", hogar de al menos 250 personas y tal vez hasta 800.
Los descubrimientos más importantes del sitio arqueológico de Jiahu incluyen los ideogramas de la Escritura Jiahu, posiblemente un ejemplo temprano de protoescritura, tallados en caparazones y huesos de tortuga; las treinta y tres flautas Jiahu talladas en los huesos de las alas de las grullas, que se cree que están entre los instrumentos musicales más antiguos del mundo; y evidencia de vino fermentado a partir de arroz, miel y hojas de espino.
Una amplia variedad de otros objetos indica un asentamiento bastante avanzado para el período neolítico temprano, incluidas residencias, cementerios, hornos de cerámica, una variedad de objetos hechos de piedra y loza, y una gran estructura central que se cree que es un espacio de trabajo comunitario. Hasta la fecha, se han excavado 45 residencias en Jiahu. La mayoría son pequeñas, de entre cuatro y diez metros. La mayoría de ellas eran semi-subterráneas (parcialmente excavadas en la tierra) y con una sola habitación; sin embargo, algunas tenían habitaciones adicionales construidas posteriormente. También se excavaron pozos de basura y sótanos de almacenamiento, y se identificaron nueve hornos de alfarería.

## Descubrimiento y excavación del sitio
Descubierto por Zhu Zhi en 1962, la excavación extensa del sitio no ocurrió hasta la década de 1980. La mayor parte del sitio aún no ha sido excavado, aunque los trabajos avanzan lentamente. La excavación de los cementerios y fosos de basura de Jiahu ha sido productiva y ha aportado abundantes pruebas sobre la vida del pueblo Jiahu. Investigadores chinos del Instituto Provincial de Patrimonio Cultural y Arqueología de Henan, dirigido durante muchos años por Zhang Juzhong, profesor de la Universidad de Ciencia y Tecnología de China, han llevado a cabo investigaciones arqueológicas alrededor del sitio durante décadas.
El equipo de Zhang realizó la excavación de partes del sitio en siete etapas; cada etapa llevó de dos a tres años. Una gran parte del sitio de Jiahu fue excavada en las dos primeras fases del proyecto, entre 1983 y 1987. Zhang y sus asistentes publicaron en detalle los hallazgos de las dos primeras fases en la revista Antiquity .

## Jiahu y Peiligang
Algunos arqueólogos señalan las distinciones culturales entre Jiahu y Peiligang, así como la distancia: Jiahu está aislada, muchos kilómetros al sur de la agrupación más grande de Peiligang de más de 100 sitios arqueológicos en un área bastante compacta. La distancia habría representado un viaje a pie de varios días en el Neolítico. Esta escuela de pensamiento sugiere que Jiahu y Peiligang representaban culturas vecinas separadas que interactuaban y compartían muchas características. Otros asentamientos neolíticos tempranos en esta parte del mundo estaban mucho más al sur y al este.
Los arqueólogos han dividido a Jiahu en tres fases distintas. La fase más antigua va del 7000 al 6600 a. C.; la fase media va del 6600 al 6200 a. C.; y la última fase va del 6200 al 5700 a. C. Las dos últimas fases corresponden a la cultura Peiligang, mientras que la fase más temprana es exclusiva de Jiahu.
El examen cuidadoso de los esqueletos de más de 400 individuos, extraídos de más de 300 tumbas, por varios equipos científicos en el transcurso de los últimos 30 años demuestra que el grupo étnico Jiahu era parte del grupo mongoloide del norte de Asia y se identificaba estrechamente con los subgrupos Miaodigou y Xiawanggang, que también eran descendientes de tribus de caza y recolección en la provincia de Henan, y los subgrupos Dawenkou, Xixiahou y Yedian que más tarde se encontraron en la provincia de Shandong.

## Agricultura, caza, pesca y forrajeo
Los habitantes de Jiahu cultivaban arroz y mijo cola de zorra. Si bien el cultivo de mijo es común en la cultura Peiligang, el cultivo de arroz en Jiahu es único y tiende a respaldar la teoría de que Jiahu era una cultura separada del grupo Peiligang. Por otro lado, la diferencia en el clima local, la humedad y las condiciones del suelo pueden haber dificultado el cultivo de arroz en el área de Peiligang. El cultivo de arroz de Jiahu es uno de los primeros encontrados y el más al norte encontrado en una etapa tan temprana de la historia. El arroz era una especie de arroz japónica de grano corto. Los estudiosos habían pensado anteriormente que el arroz domesticado más antiguo pertenecía a la subespecie índica de grano largo.
Hay abundantes pruebas de cultivo de mijo en latitudes altas, frescas y secas del valle del río Amarillo, y el cultivo de arroz dominaba en latitudes bajas cálidas y húmedas del valle del río Yangtze. El sitio neolítico temprano de Jiahu se encuentra cerca del límite entre el norte frío y seco y el sur cálido y húmedo. En otra señal de avance, los agricultores de Jiahu habían pasado de las técnicas habituales de tala y quema de los agricultores neolíticos y estaban utilizando cultivos intensivos en campos permanentes.
Jiahu es también el sitio hallado más temprano con semillas de soja silvestre en China. En Jiahu se descubrió una gran cantidad de restos de soja.
La comida era abundante, tanto de la agricultura como de la caza y la búsqueda de alimentos, y contribuyó a un considerable crecimiento de la población para un asentamiento tan temprano. Las mujeres de la cultura Jiahu recolectaban peras silvestres y albaricoques, y buscaban bellotas, castañas, habas, raíces comestibles y tubérculos en el campo circundante. Existe evidencia de cerdos domésticos, perros, aves de corral y pequeñas cantidades de ganado. La gente de Jiahu usaba estiércol de sus cerdos y ganado como fertilizante, aumentando sustancialmente el rendimiento de sus cultivos de arroz. El ganado producía carne, leche y huevos. También hubo evidencia de caza de ciervos, jabalíes y conejos, y pesca de carpas y arenques, en los ríos cercanos al norte y al sur, con redes hechas de fibras de cáñamo. La grulla de corona roja, un gran ave autóctona de la región, era cazada por su carne; sus huesos y plumas también se utilizaron para otros fines.
Debido a esta dieta variada y en constante mejora, la salud y la longevidad de la gente de Jiahu mejoraron gradualmente. Esto se ha documentado mediante la comparación de la evidencia arqueológica. Se han desenterrado más de 400 entierros en Jiahu, y se cree que muchos cientos más esperan ser excavados. Los esqueletos se han medido y examinado cuidadosamente, revelando la altura, el peso, el sexo y la edad aproximada de cada uno de los Jiahu fallecidos en el momento de la muerte, así como la salud general y, en muchos casos, la causa de la muerte. Las tres fases de la historia de Jiahu corresponden a un número cada vez mayor de personas de mediana edad y mayores, lo que sugiere un aumento en la supervivencia y la esperanza de vida, y menos restos de niños y bebés, lo que sugiere una reducción en la mortalidad infantil e infantil. En la tercera fase, la estatura promedio de un adulto había aumentado en 0,8 pulgadas (2 cm) y los huesos y dientes estaban en un estado significativamente mejor.

## Herramientas, fortificaciones y armas
Se ha recuperado una hoz (herramienta) de piedra. La piedra cortante se aseguró a un mango de madera para cosechar el grano. Se han descubierto evidencias de cestas tejidas con pasto silvestre que se usaban para transportar el grano de las cosechas. Se han encontrado restos de un telar de hilado, lo que indica la producción de tela, probablemente a partir de fibras de cáñamo. Entre las muchas herramientas y utensilios desenterrados en Jiahu se encuentran ollas de barro de tres patas con tapas ajustadas y una variedad de objetos de piedra, que incluyen puntas de flecha, arpones de púas, espadas, hachas, punzones y cinceles.
También se han encontrado puntas de lanza de piedra y evidencias de lo que pudo haber sido una empalizada de madera a lo largo de al menos una parte de la orilla interior del foso. Estas armas mejoradas y el foso que rodea el asentamiento proporcionaron una defensa ideal para una cultura tan temprana. Se sabe que el área ha sido frecuentada por tribus nómadas de caza y recolección durante varios miles de años antes del asentamiento de Jiahu, y estos pueden haber sido enemigos potenciales, así como los antepasados genéticos de Jiahu. No se cree que el pueblo Jiahu haya sido de naturaleza belicosa, pero sí capaz de defenderse si surgiera la necesidad.

Un examen minucioso del sitio no ha revelado evidencia de ningún conflicto armado. Los restos humanos desenterrados que muestran signos de muerte violenta son muy raros y están esparcidos a lo largo de la línea de tiempo conocida, en lugar de ocurrir al mismo tiempo, lo que indicaría una batalla. Es posible que el gran tamaño del asentamiento, sus defensas sustanciales y las armas mejoradas del pueblo Jiahu hayan causado que los enemigos potenciales de esa época mantuvieran la distancia. Tal escenario es consistente con el crecimiento sustancial de la población y la longevidad exhibida por el sitio de Jiahu. Sin guerra y con abundante comida nutritiva, la aldea floreció.

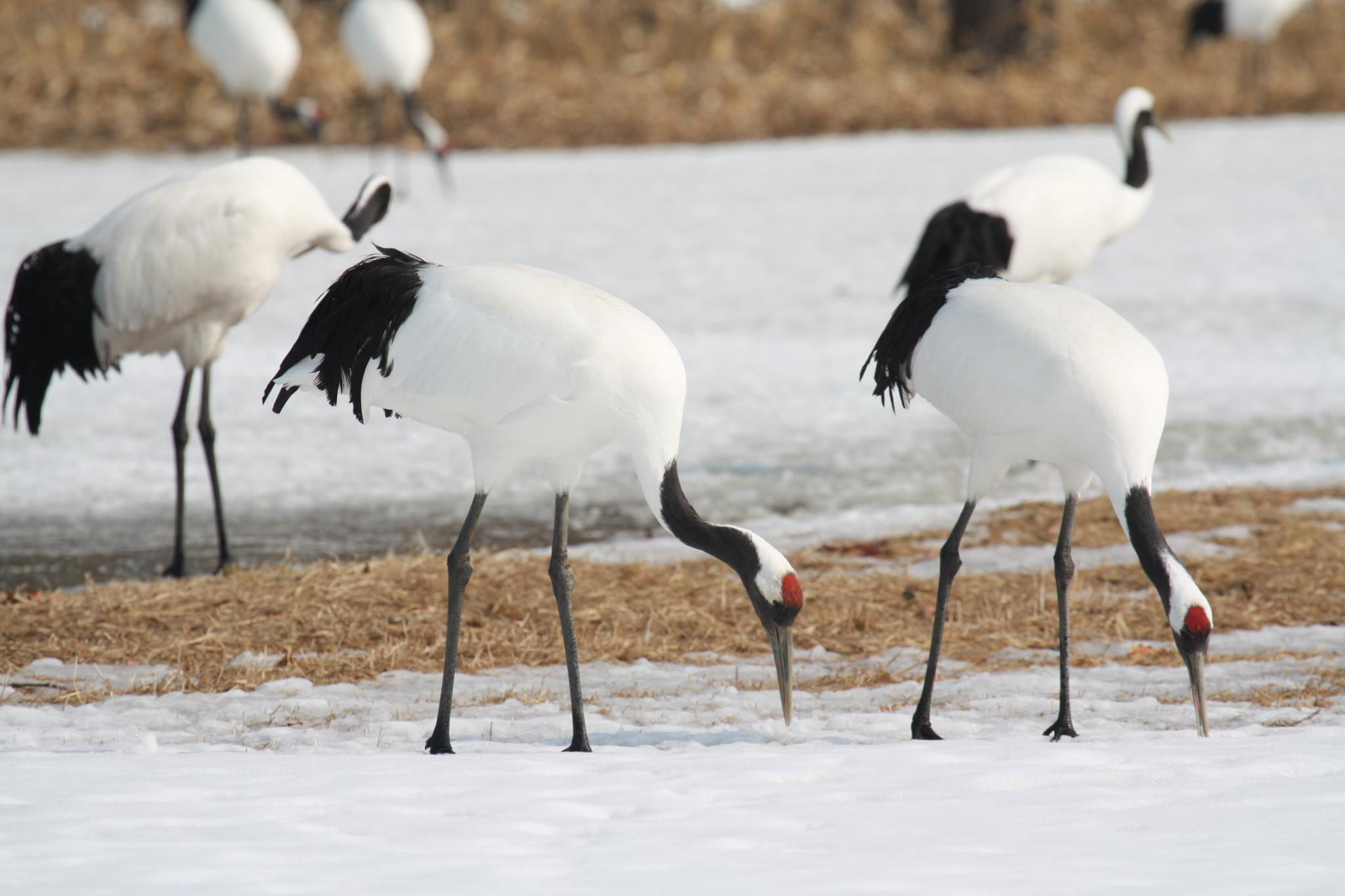
Grullas de corona roja en Hokkaido, Japón. Actualmente es una especie en peligro de extinción, abundaban en toda la región de Asia oriental durante el período Neolítico y se cazaban por su carne; los huesos de sus alas se usaron para hacer las flautas Jiahu.

## Evidencia de desarrollo cultural
Después de un estudio exhaustivo de 238 restos óseos, la arqueóloga forense de la Universidad de Harvard Barbara Li Smith publicó hallazgos de que los aldeanos de Jiahu gozaban de bastante buena salud. La edad promedio de muerte en la tercera fase fue alrededor de los 40, lo que representa una muy buena esperanza de vida para la gente del Neolítico. Las lesiones de esponja en los cráneos indican que la anemia y la deficiencia de hierro eran un problema. Las lesiones óseas de los agujeros por enfermedades e infecciones parasitarias fueron raras, aunque la evidencia fecal indicó la presencia ocasional de parásitos de anquilostomas, posiblemente de carne de cerdo mal cocida.

### Entierro ceremonial
Los entierros en Jiahu solían ir acompañados de ofrendas funerarias, con una frecuencia creciente a medida que avanzaban las fases segunda y tercera. Los objetos de entierro van desde cerámica hasta caparazones de tortuga. Las ofrendas funerarias variaron entre individuos y se cree que están vinculadas a las habilidades que demostraron en la vida, lo que proporciona evidencia de una especialización temprana del trabajo. Los tipos de especialización laboral, desde los más comunes hasta los más raros, incluían agricultores, pastores, pescadores, cazadores, alfareros, músicos y un sacerdote tribal.
La mayoría de los entierros fueron fosas de barro; los bebés fueron enterrados en tinajas de barro. Como es común en las comunidades neolíticas, los entierros se realizaron en cementerios que estaban separados de las áreas residenciales, aunque muchas tumbas se superponían, por lo que probablemente no estaban marcadas. Algunos entierros fueron múltiples, mientras que la mayoría de los nichos de entierro contenían individuos individuales. Estos no siguieron ningún patrón discernible, aunque es posible que en algunos casos, las parejas (un hombre y una mujer de aproximadamente la misma edad) fueran enterrados juntos.
En algunas tumbas las cabezas fueron cortadas del cuerpo y apuntadas hacia el noroeste. Las marcas de corte hechas cuando los huesos estaban frescos indican que las cabezas se cortaron poco después de la muerte de la persona. Algunas ofrendas funerarias incluían tallas de turquesa y representaban un nivel significativo de riqueza material, lo que sugiere algunas diferencias en el estatus social. Las ofrendas funerarias en las tumbas de las mujeres eran más escasas, lo que indica un estatus social más bajo e indicaba que sus funciones se limitaban a la maternidad y el cuidado de los niños, la cocina y la búsqueda de alimentos.

### Flautas
Algunas de las ofrendas funerarias más importantes descubiertas fueron del tipo Gudi (instrumento) tonal para tocar hechos de huesos de alas de grulla de corona roja. Esta grulla mide cinco pies de alto con una envergadura de dos metros y medio, y produce huesos grandes para este propósito. La primera de las flautas se encontró a fines de la década de 1980, pero no se describió en Occidente hasta 1999.
En Jiahu se han encontrado treinta y tres flautas, incluidas unas 20 intactas, varias rotas o fragmentadas y varias más sin terminar. Todas miden entre siete y 10 pulgadas de largo. Parece plausible que las flautas antiguas también estuvieran hechas de bambú. Los mitos antiguos describen flautas de bambú; pero no se han encontrado tan antiguas, con toda probabilidad porque el bambú se descompone más rápidamente que el hueso y no sobrevive al entierro durante miles de años como el hueso.
La fase más antigua de Jiahu solo contiene dos flautas, que son tetratónicas y pentatónicas; la fase intermedia de Jiahu contiene varias flautas, incluido un interesante par de flautas hexatónicas. Una de las flautas se rompió y la otra parece ser una réplica de la primera flauta, ya que muestra evidencia de ajustes hechos para que coincida con el tono de la primera. Las innovaciones en la última fase incluyen el uso de flautas heptatónicas. Las flautas se cortaron, se alisaron en los extremos, se pulieron y finalmente se perforaron con una fila de agujeros en un lado. Una de las flautas rotas se reparó perforando catorce pequeños agujeros a lo largo de las líneas de rotura y luego atando las secciones con hilo de cáñamo.

Las flautas tocan en la llamada escala pentatónica, en la que las octavas se dividen en cinco notas, la base de muchos tipos de música, incluida la música popular china. El hecho de que la flauta tenga una escala indica que los músicos originales tocaban música en lugar de solo notas individuales. Las flautas probablemente se usaron en algún tipo de función ceremonial, pero es posible que se hayan tocado como entretenimiento.

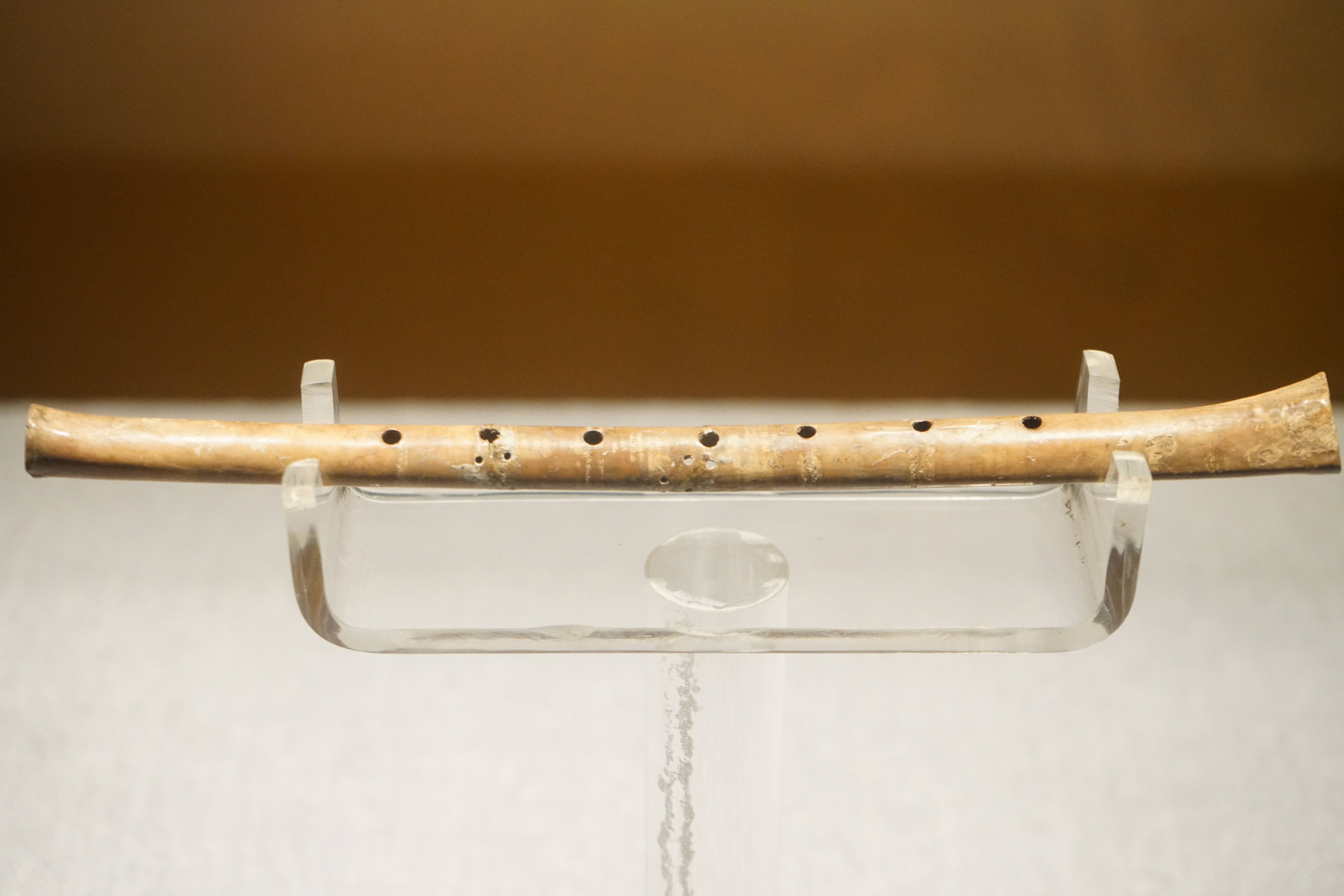
Flauta Gudi encontrada en Jiahu, en exhibición en el Museo de Henan

### Cerámica y bebidas fermentadas
Jiahu produjo algunas de las cerámicas chinas más antiguas que se han encontrado en la China neolítica. Patrick Edward McGovern, del Museo de la Universidad de Pensilvania, dirigió un equipo de científicos que aplicaron análisis químicos de biomarcadores a frascos de cerámica de Jiahu. Encontraron moléculas distintivas que demostraban que el alcohol se fermentaba a partir de arroz, miel, uvas y espino. Los investigadores plantean la hipótesis de que esta bebida híbrida (una combinación de cerveza, vino y aguamiel) se fermentó mediante el proceso de sacarificación del moho, una contribución exclusivamente china al arte de la elaboración de bebidas en el que se utilizan varias especies de mohos para descomponer los carbohidratos del arroz y otros granos en azúcares fermentables simples. Las hierbas aromáticas específicas y flores como el crisantemo, además de resinas de árboles como el abeto de China, se habían agregado a las bebidas híbridas, según encontraron los investigadores. Estas adiciones aromáticas, así como la miel, indican que las bebidas fermentadas con un aroma agradable y un sabor dulce eran importantes para la gente de Jiahu.
Se almacenaron cantidades sustanciales de arroz y mijo en tinajas de cerámica, lo que permitió la especialización de la mano de obra. Se cree que la sociedad de Jiahu fue bastante igualitaria, con varios cientos de residentes de la aldea en el apogeo de su desarrollo. La evidencia comparativa de ADN de los restos en el propio asentamiento de Jiahu, así como otras pruebas reunidas, lleva a la especulación entre los investigadores de que había una o más aldeas antiguas cercanas, con interacción pacífica con los Jiahu; pero no se han localizado los sitios de otras aldeas cercanas.

### Símbolos inscritos

Ejemplos de símbolos Jiahu

En Jiahu, los arqueólogos identificaron once marcas de los símbolos de Jiahu, también conocidos como pictogramas: nueve en caparazones de tortuga y dos en huesos, como posible evidencia de protoescritura. Las marcas corresponden a la fase media. Algunas de las marcas son bastante similares a los caracteres chinos posteriores; dos de las marcas más intrigantes parecen ser similares a los caracteres posteriores para el ojo (目) y sol (日). Sin embargo, es de esperar una correspondencia de muchos de los primeros símbolos no escritos con la escritura en huesos del oráculo del período de la dinastía Shang, dado el estilo pictográfico de muchos de los caracteres Shang.
En la cultura china posterior, que data de alrededor del 3500 a. C., los caparazones de tortuga se usaban como una forma de adivinación. Estos fueron sometidos a un calor intenso y las grietas que se formaron se leyeron como presagios. Luego, las grietas se tallaron como marcas permanentes en la superficie del caparazón. La evidencia de los pictogramas de conchas de Jiahu puede indicar que esta tradición, o una relacionada, tiene raíces mucho más profundas en la cultura china antigua de lo que se consideraba anteriormente.

## Fin del pueblo: una inundación
Según la evidencia arqueológica, una fuerte inundación de los ríos cercanos sumergió la mayor parte o la totalidad del asentamiento de Jiahu bajo unos pocos pies de agua en algún momento alrededor del 5700 a. C. Los habitantes fueron evacuados y no se sabe adónde fueron. La ausencia de herramientas y armas en la mayoría de las residencias indica que pudieron rescatar la mayoría de sus pertenencias. Es posible que hubieran construido una nueva aldea que no ha sido descubierta, que hubieran emigrado a las aldeas de Peiligang o se hubieran dispersado.
Zhang Juzhong imagina que fueron guiados por su sacerdote tribal para construir una nueva aldea cercana en un terreno más alto, para poder enviar grupos de rescate al sitio de la antigua aldea. Este nuevo sitio de ubicación de la aldea no se ha encontrado. La demolición de estructuras más antiguas para rescatar materiales para la construcción de otras nuevas puede haber erradicado el sitio de la nueva aldea si existiera.